# La Purísima, Dolores Hidalgo
La Purísima är en ort i Mexiko.   Den ligger i kommunen Dolores Hidalgo och delstaten Guanajuato, i den centrala delen av landet, 250 km nordväst om huvudstaden Mexico City. La Purísima ligger 1 971 meter över havet och antalet invånare är 200.
Terrängen runt La Purísima är lite kuperad, och sluttar österut. Runt La Purísima är det ganska tätbefolkat, med 96 invånare per kvadratkilometer. Närmaste större samhälle är Xoconoxtle el Grande, 6,4 km sydväst om La Purísima. Trakten runt La Purísima består i huvudsak av gräsmarker.